# Entraigues (Puy-de-Dôme)
Entraigues é uma comuna francesa na região administrativa de Auvérnia-Ródano-Alpes, no departamento Puy-de-Dôme. Estende-se por uma área de 9,71 km². Em 2010 a comuna tinha 676 habitantes (densidade: 69,6 hab./km²).